# Frontera del Noroeste
La Frontera del Noroeste (en urdu: شمال مغربی سرحدی صوبہ‎; en inglés: North-West Frontier Province, abreviado NWFP) fue una provincia de la India británica y posteriormente de Pakistán. Se estableció en 1901 y se conoció con este nombre hasta 2010. La zona se convirtió en la provincia de Jaiber Pastunjuá el 19 de abril de 2010, cuando fue firmada la Decimoctava Enmienda por el presidente Asif Ali Zardari.
La provincia cubrió un área de 70 709 km², incluyendo gran parte del actual Jaiber Pastunjuá pero excluyendo los estados principescos de Amb, Chitral, Dir, Phulra y Swat. La capital era la ciudad de Peshawar, y la provincia estaba compuesta por tres divisiones (Peshawar, Dera Ismail Khan y Malakand). Hasta 1947, la provincia estaba delimitada por cinco estados principescos al norte, los estados menores de la Agencia de Gilgit al noreste, la provincia de Punyab Occidental al este y la provincia de Baluchistán al sur. Afganistán se encontraba al noroeste, con las agencias tribales formando una zona de amortiguamiento.

## Historia

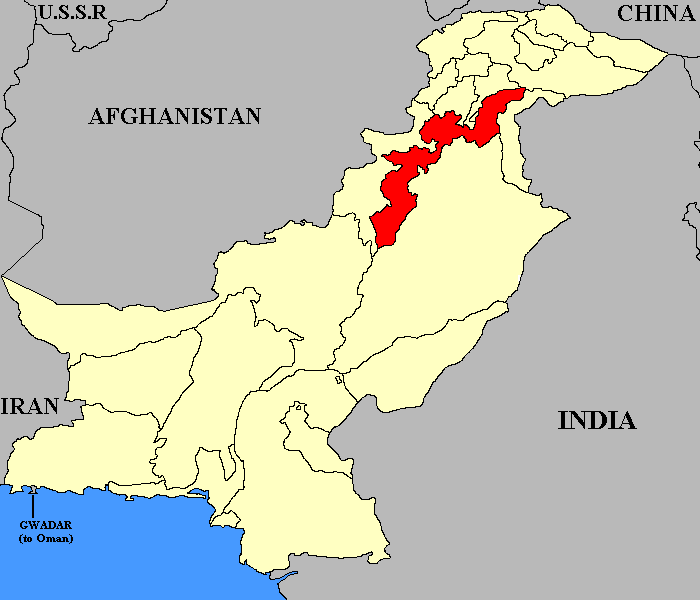
Provincia de la Frontera del Noroeste entre 1901 y 1955.

La mayor parte del territorio de esta provincia era parte del Imperio durrani desde el siglo XVIII hasta alrededor de la década de 1820, cuando el maharajá Ranjit Singh, del Reino sij con sede en Lahore, aprovechó el caos interno de la familia gobernante afgana y lo anexó a su imperio.
Más tarde, después de la segunda guerra anglo-sij de 1848-1849 y cuando el Punyab quedó bajo el control de la Compañía Británica de las Indias Orientales, esta región, junto con las "Áreas Tribales Fronterizas", actuó como zona de amortiguamiento con Afganistán. La provincia fue creada formalmente en 1901 por la administración británica fuera de las áreas noroccidentales de las tierras originalmente pastún que se fusionaron con el antiguo Punyab, inicialmente bajo un jefe comisionado, y luego un gobernador de pleno derecho a partir de 1938.
Durante la partición de la India se celebró un referéndum en julio de 1947 para decidir el futuro de la provincia de la Frontera del Noroeste, en el que los habitantes de esta decidieron unirse a Pakistán. Sin embargo el entonces primer ministro Khan Sahib, junto con su hermano Bacha Khan y los Khudai Khidmatgars, boicotearon el referéndum, citando que no tenía las opciones de que la provincia se independizara o se uniera a Afganistán. La provincia de la Frontera del Noroeste duró hasta 1955 cuando se fusionó con la nueva provincia de Pakistán Occidental, según la política de Una Unidad anunciada por el primer ministro Chaudhry Mohammad Ali. Mianwali y Attock fueron sustraídos de él y se fusionaron con Punyab. Fue recreado después de la disolución del sistema de Unidad Única y duró bajo su antigua nomenclatura hasta abril de 2010, cuando fue renombrada como la provincia de Jaiber Pastunjuá.